# Линсди, Александр, 4-й граф Балкаррес
Александр Линдси, 4-й граф Балкаррес (англ. Alexander Lindsay, 4th Earl of Balcarres; до 1690 — 25 июля 1736) — шотландский пэр.

## Биография
Старший сын Колина Линдси, 3-го графа Балкарреса (1652—1722), и его четвертой жены, леди Маргарет Кэмпбелл (? — 1747), дочери Джеймса Кэмпбелла, 2-го графа Лаудона, и леди Маргарет Монтгомери.
Он поступил на службу в британскую армию в качестве прапорщика, затем лейтенанта в гренадерской конной гвардии. Позднее он был переведен капитаном в полк лорда Оркни и принимал участие во многих боях во Фландрии, где был ранен при осаде Сен-Венана. Он был в Ирландии со своим полком в то время, когда его отец и брат приняли участие в якобитском восстании 1715 года, что лишило его возможности продвижения по служебной лестнице в армии.
В 1722 году после смерти своего отца Александр Линдси унаследовал титулы 4-го графа Балкарреса (Пэрство Шотландии), 4-го лорда Линдси и Балнейла (Пэрство Шотландии) и 5-го лорда Линдси из Балкарреса (Пэрство Шотландии).
Шотландский пэр-представитель в Палате лордов Великобритании в 1734—1736 годах.
В 1718 году он женился на Элизабет Скотт (? — 4 сентября 1768), дочери Дэвида Скотта из Скотстарвета.
Лорд Балкаррес скончался 25 июля 1736 года. Поскольку у него не было детей, ему наследовал его брат Джеймс Линдси, 5-й граф Балкаррес.